# Stepnoi (Lóssevo)
Stepnoi - Степной (rus) és un possiólok del krai de Krasnodar, a Rússia. Es troba a les terres baixes de Kuban-Priazov. És a 17 km al nord de Kropotkin i a 133 km al nord-est de Krasnodar. Pertany al khútor de Lóssevo.